# تورز، استان پومرانیان

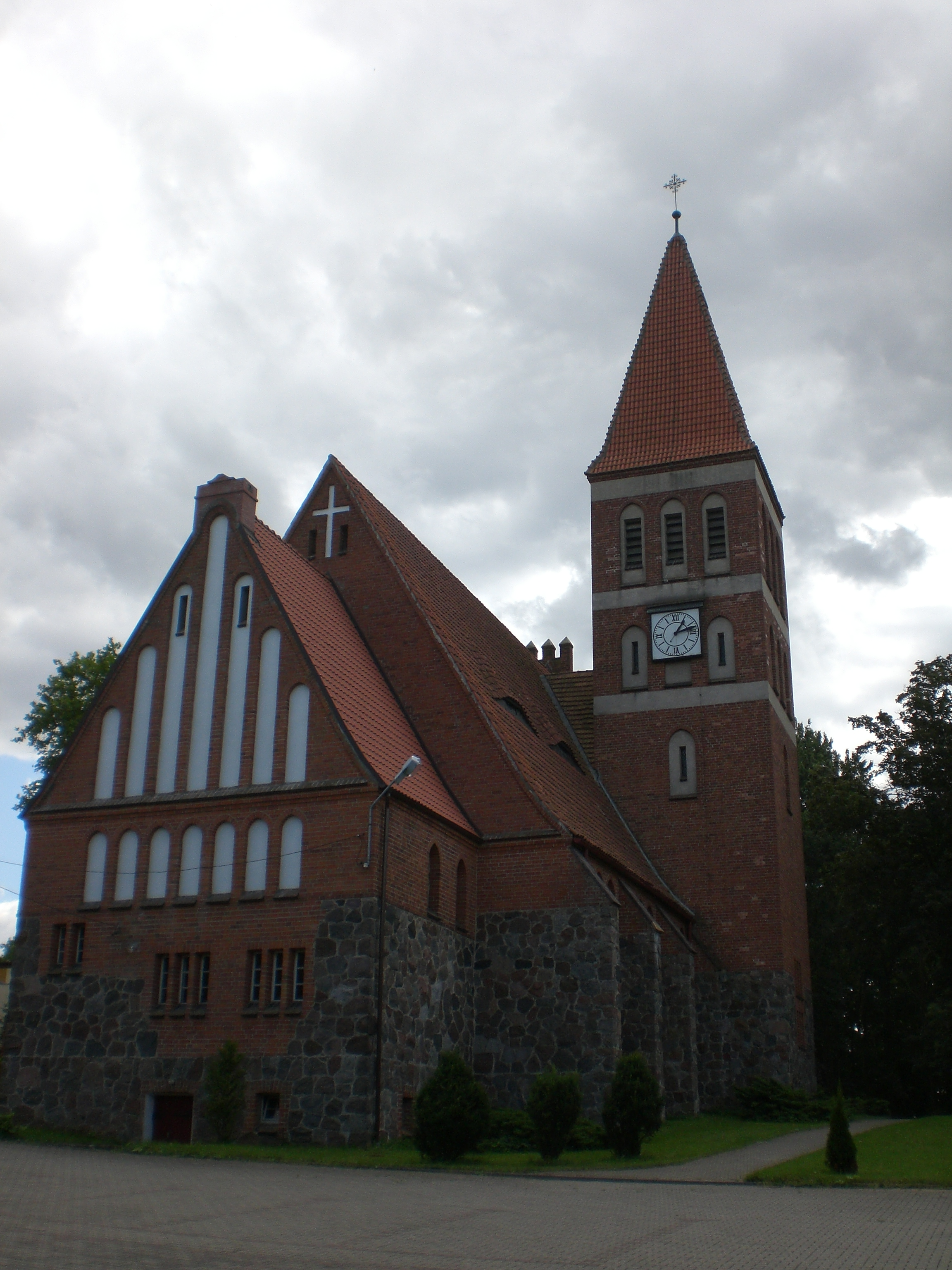
منطقه مسکونی در لهستان

تورز، استان پومرانیان (به لاتین: Turze, Pomeranian Voivodeship) یک منطقهٔ مسکونی در لهستان است که در Gmina Tczew واقع شده‌است.

## خصوصیات
تورز ۸۴۳ نفر جمعیت دارد و ۲۵ متر بالاتر از سطح دریا واقع شده‌است.